# Bulimulus
 Bulimulus  là một chi có kích thước nhỏ sống ở vùng nhiệt đới hoặc cận nhiệt đới, là một loài ốc sên có thể hít thở. Trong phân họ Bulimulinae và thuộc họ Bulimulidae.
Bulimulus là một chi điển hình thuộc phân họ Bulimulinae. Vỏ cao và hình nón, và kích thước trung bình, dài khoảng từ 20 mm (0.8 inch) đến khoảng 50 mm (2 inch).